# マウロ・ベルガマスコ
マウロ・ベルガマスコ（Mauro Bergamasco、1979年5月1日 - ）は、イタリアの元ラグビーユニオン選手。

## プロフィール
- イタリア・パドヴァ出身。
- ポジションはフランカー(FL)、スクラムハーフ(SH)。
- 身長 185cm、体重 98kg
- 弟のミルコも元ラグビー選手[1]。
- イタリア代表通算キャップ数は106。
- ラグビーワールドカップ1999・ラグビーワールドカップ2003・ラグビーワールドカップ2007・ラグビーワールドカップ2011・ラグビーワールドカップ2015のイタリア代表に選ばれた[2](5大会選出は最多タイ[3])。
- バーバリアンズに選ばれたことがある[4]。

## 略歴
ペトラルカ、ベネットン、スタッド・フランセ、アイロニーを経て、2012年、ゼブレに加入。
2015年、現役を引退した。